# Richard Lintern
Richard Charles Lintern (* 8. Oktober 1962 in Taunton, Somerset) ist ein englischer Theater- und Filmschauspieler.

## Leben
Lintern absolvierte ein Studium der englischen Literatur am Van Mildert College der Universität Durham. Nach seinem Examen 1984 bekam er ein Stipendium für ein Studium an der Royal Academy of Dramatic Art, das er 1987 erfolgreich abschloss.
Seine Karriere als Schauspieler begann Lintern auf englischen Theaterbühnen. So spielte er 1994 am West Yorkshire Playhouse in Leeds den Bassanio im Kaufmann von Venedig. 2001 produzierte die Royal Shakespeare Company Websters Stück The Duchess of Malfi, in dem Lintern die Rolle des Antonio Bologna verkörperte.
Im Juni 2005 spielte Lintern am Londoner Old Vic den George Kittredge in dem Stück The Philadelphia Story von Philip Barry. Im Oktober desselben Jahres inszenierte Jonathan Kent am Playhouse Theater im Londoner Westend Pirandellos Stück As You Desire Me (Come tu mi vuoi) in einer Bearbeitung von Hugh Whitemore, mit Kristin Scott Thomas (L’ignota), Bob Hoskins (Salter) und Lintern in der Rolle des Bruno. 2006 spielte Lintern am Royal National Theatre die Rolle des Pedro de Candía in Peter Shaffers The Royal Hunt of the Sun. 2010 stand er als Herzog von Florenz in Thomas Middletons Tragikomödie Women Beware Women (1657) auf der Bühne des Olivier-Theatre im Royal National Theatre.
2011 spielte Lintern in der Serie The Shadow Line von Hugo Black mit. Nach längerer Pause als Bühnenschauspieler stand Lintern 2014 bei der Uraufführung von Rose Heincys Komödie Elephants am Hampstead Theatre wieder auf der Bühne.
Sein Filmdebüt gab Lintern 1988 in einer Nebenrolle in Jim Hensons Film The Heartless Giant. Seitdem hat er in über 100 englischen und US-amerikanischen Filmen und Fernsehserien Rollen übernommen, so auch 2003 in der Bibelverfilmung Das Johannes-Evangelium, wo er als führender Pharisäer zu sehen war. In Deutschland ist der Schauspieler vor allem aufgrund seiner Rolle als Dr. Thomas Chamberlain aus der englischen Fernsehserie Silent Witness (seit 2014) bekannt.
2024 war er zum ersten Mal Synchronsprecher in einem Videospiel, als Stimme für die Rolle des Igon in Elden Ring (Shadow of the Erdtree).
Richard Lintern hat keine feste deutsche Synchronstimme. Synchronisiert wird er u. a. von Bernd Vollbrecht und Peter Flechtner, in „Silent Witness“ von Frank Röth.
Lintern ist verheiratet mit Karen Lintern, das Paar hat drei Söhne.

## Filmografie (Auswahl)
- 1993: Auch Pünktlichkeit kann töten (Agatha Christie’s Poirot, Fernsehserie, Folge: Dead Man’s Mirror)
- 1995: Highlander (Fernsehserie, 1 Folge)
- 1995–2006: The Bill (Fernsehserie, 5 Folgen)
- 1998: Haus der verlorenen Seelen (Nightworld: Lost Souls)
- 1998: Jinnah
- 2000: The Calling
- 2002: Inspector Lynley (The Inspector Lynley Mysteries, Fernsehserie, 1 Folge)
- 2002–2004: Heartbeat (Fernsehserie, 21 Folgen)
- 2003: Das Johannes-Evangelium (The Gospel of John)
- 2005: Casualty (Fernsehserie, 1 Folge)
- 2007: Cassandras Traum (Cassandra’s Dream)
- 2007: Inspector Barnaby (Fernsehserie, 1 Folge)
- 2007: Lewis – Der Oxford Krimi (Lewis; Fernsehserie, 1 Folge)
- 2008: Bank Job
- 2008: Mrs. McGinty ist tot (Agatha Christie’s Poirot; Fernsehserie, Folge: Mrs McGinty’s Dead)
- 2009: London Nights
- 2009: EastEnders (Fernsehserie, 2 Folgen)
- 2011: Die Verschwörung – Verrat auf höchster Ebene (Page Eight)
- 2012: Der junge Inspektor Morse (Endeavour; Fernsehserie, 1 Folge)
- 2013: Die Spione von Warschau (The Spies of Warsaw)
- 2014–2020: Silent Witness (70 Folgen)
- 2017: The Crown (Fernsehserie, 1 Folge)
- 2020: Shakespeare & Hathaway – Private Investigators (Fernsehserie, 1 Folge)
- 2023: Nolly (Miniserie, 3 Episoden)